# Etiopský birr
Birr je měnová jednotka Etiopie. Vydává ji Etiopská národní banka, založená roku 1906.

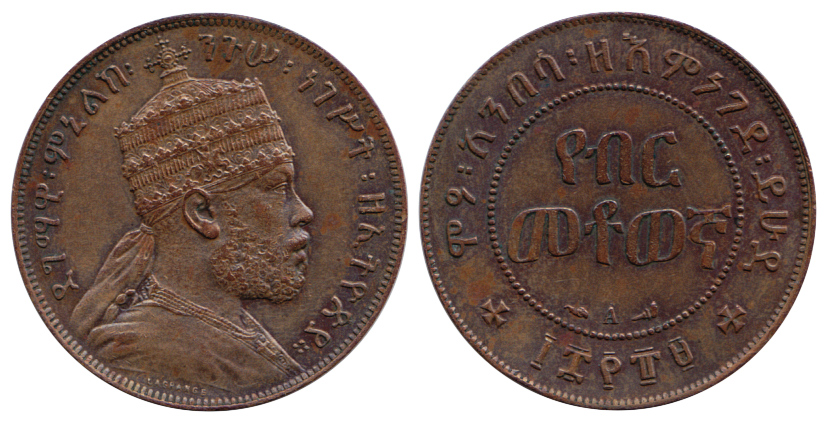
Mince matonya (1/100 birr), 1897, Menelik II.

V 19. století se v Etiopii používaly jako platidlo stříbrné tereziánské tolary. V roce 1893 byla zavedena národní měna birr, což amharsky znamená „stříbrný“. V letech 1936 až 1941 platila v zemi italská lira, v letech 1941 až 1945 východoafrický šilink, pak byl znovu zaveden birr, nazývaný také „druhý birr“.
Birr není volně směnitelný, je vázán na americký dolar.  Míra inflace je uváděna za rok 2011 28,8 %.

## Motivy bankovek
- 1 birr: líc smějící se chlapec, rub vodopády Tisissat
- 5 birrů: líc sklizeň kávy, rub kudu
- 10 birrů: líc pletařka rohoží, rub traktor
- 50 birrů: líc oráč s kravami, rub pevnost v Gondaru
- 100 birrů: líc stejný jako 50 birrů, rub vědec s mikroskopem